# Caffeoil-CoA O-metiltransferasi
La caffeoil-CoA O-metiltransferasi è un enzima appartenente alla classe delle transferasi, che catalizza la seguente reazione:
S-adenosil-L-metionina + caffeoil-CoA ⇄ S-adenosil-L-omocisteina + feruloil-CoA